# Skřípov
Skřípov (německy Wachtl) je obec v okrese Prostějov v Olomouckém kraji. Žije zde 332 obyvatel.

## Historie
První písemná zmínka o obci pochází z roku 1553, kdy se zmiňuje osada Skřípovsko zaniklá za husitských válek. Později sem byli vrchností z Klášterního Hradiska u Olomouce pozváni němečtí kolonisté a ves znovu obnovena.

## Přírodní poměry
Severně nad obcí se nachází přírodní památka Skřípovský mokřad.
Vesnicí protéká Skřípovský potok, který se v jižní části obce stéká s potokem Olšana, jenž pramení severně od obce Brodek u Konice.

## Obyvatelstvo

### Struktura
Vývoj počtu obyvatel za celou obec i za jeho jednotlivé části uvádí tabulka níže, ve které se zobrazuje i příslušnost jednotlivých částí k obci či následné odtržení.
| Místní části   | Místní části | 1869  | 1880  | 1890  | 1900  | 1910  | 1921  | 1930  | 1950 | 1961 | 1970 | 1980 | 1991 | 2001 | 2011 | 2021 |
| -------------- | ------------ | ----- | ----- | ----- | ----- | ----- | ----- | ----- | ---- | ---- | ---- | ---- | ---- | ---- | ---- | ---- |
| Počet obyvatel | část Skřípov | 1 934 | 2 066 | 2 086 | 1 921 | 1 797 | 1 653 | 1 566 | 612  | 642  | 513  | 440  | 350  | 346  | 347  | 305  |
| Počet domů     | část Skřípov | 313   | 334   | 342   | 329   | 328   | 325   | 332   | 190  | 161  | 140  | 119  | 105  | 165  | 178  | 172  |

## Obecní správa
Mezi lety 1869–1980 Skřípov byl obcí v okrese Litovel (1869–1950) a později v okrese Prostějov. Od 1. července 1980 do 23. listopadu 1990 patřil jako část obce k Brodku u Konice a od 24. listopadu 1990 je opět samostatnou obcí.

### Obecní symboly
Znak a vlajka byly obci uděleny rozhodnutím předsedy Poslanecké sněmovny Parlamentu České republiky dne 26. listopadu 1999.

## Pamětihodnosti
- Farní kostel Nanebevstoupení Páně z roku 1792[9]
- Čtyři kaple (Panny Marie Lurdské, Božského srdce, Panny Marie Královny, U Slunských)
- Krucifix v dolní části vesnice před kaplí U Slunských

## Galerie

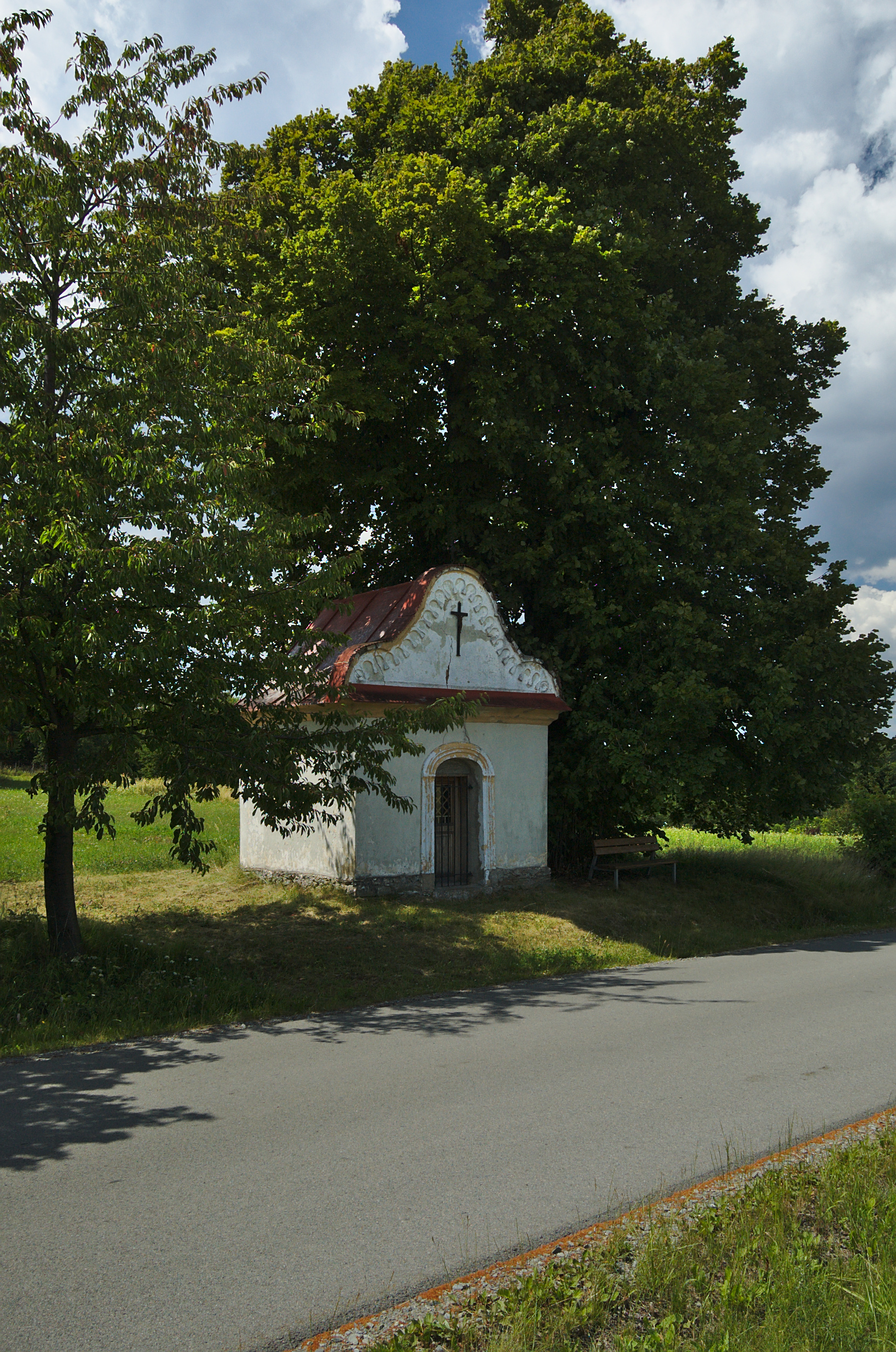
Kaple Božského srdce
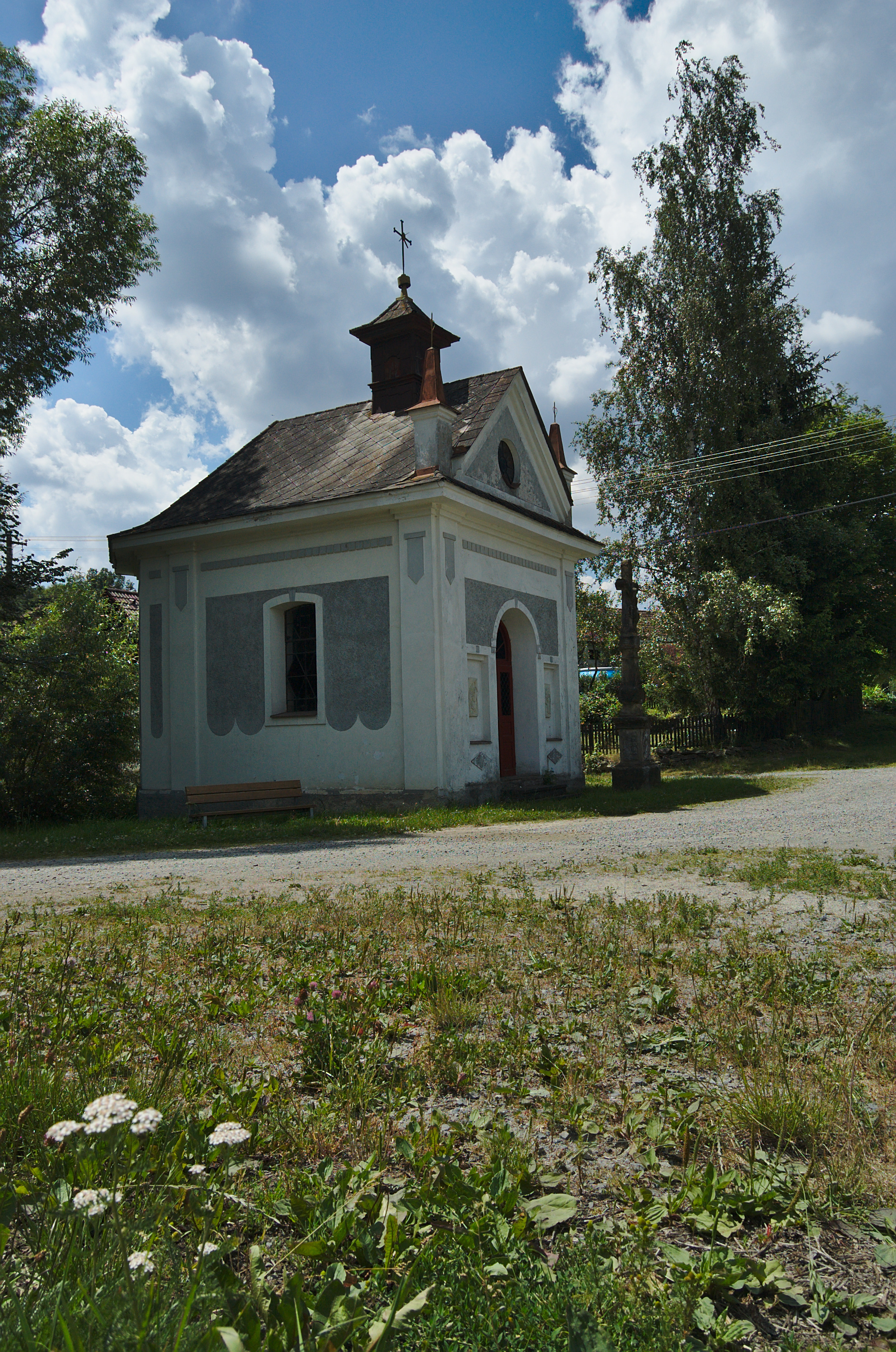
Kaple Panny Marie královny nebes (kaple U Slunských)
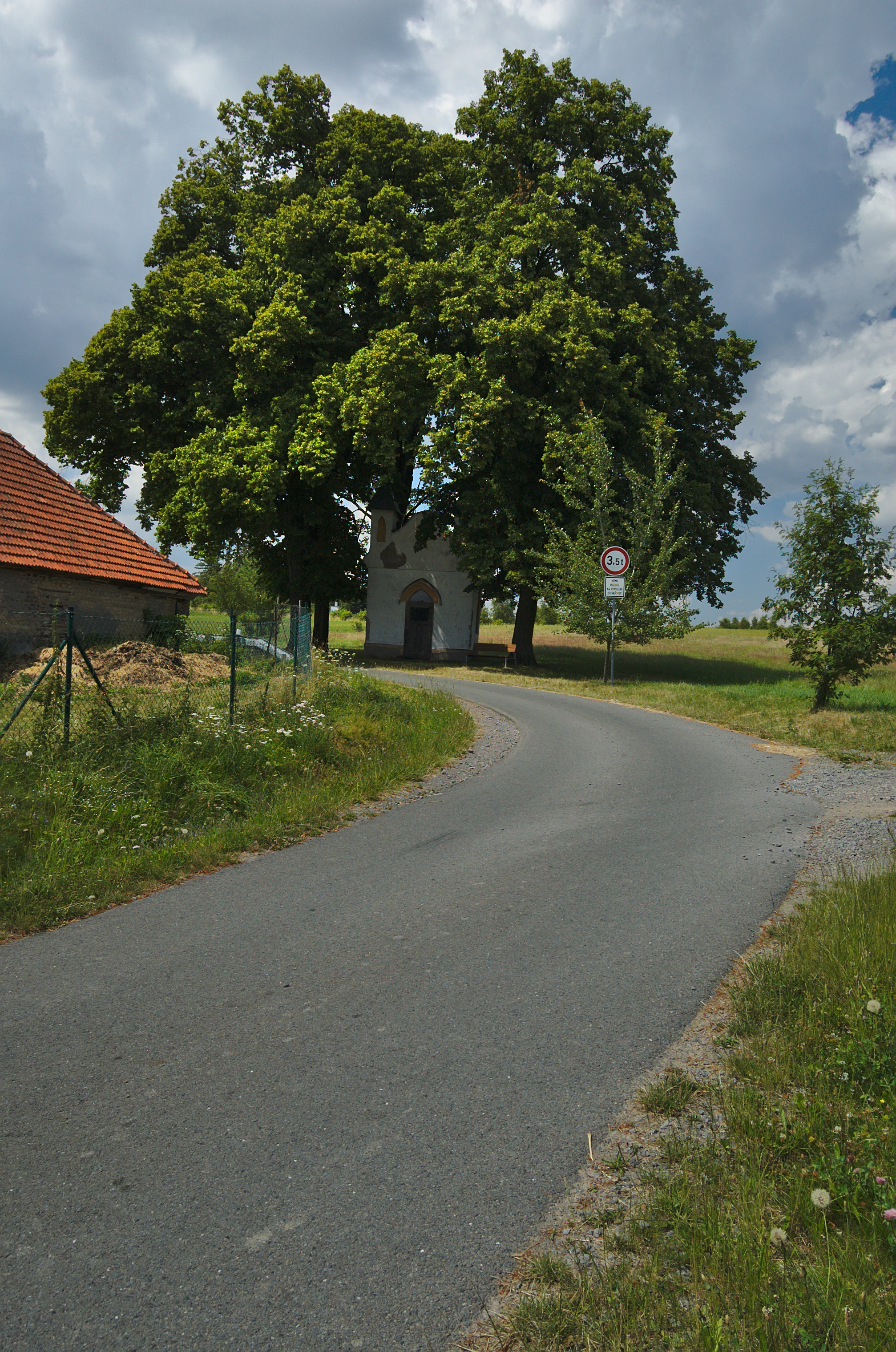
Kaple Panny Marie Lurdské – u cyklostezky na Šubířov
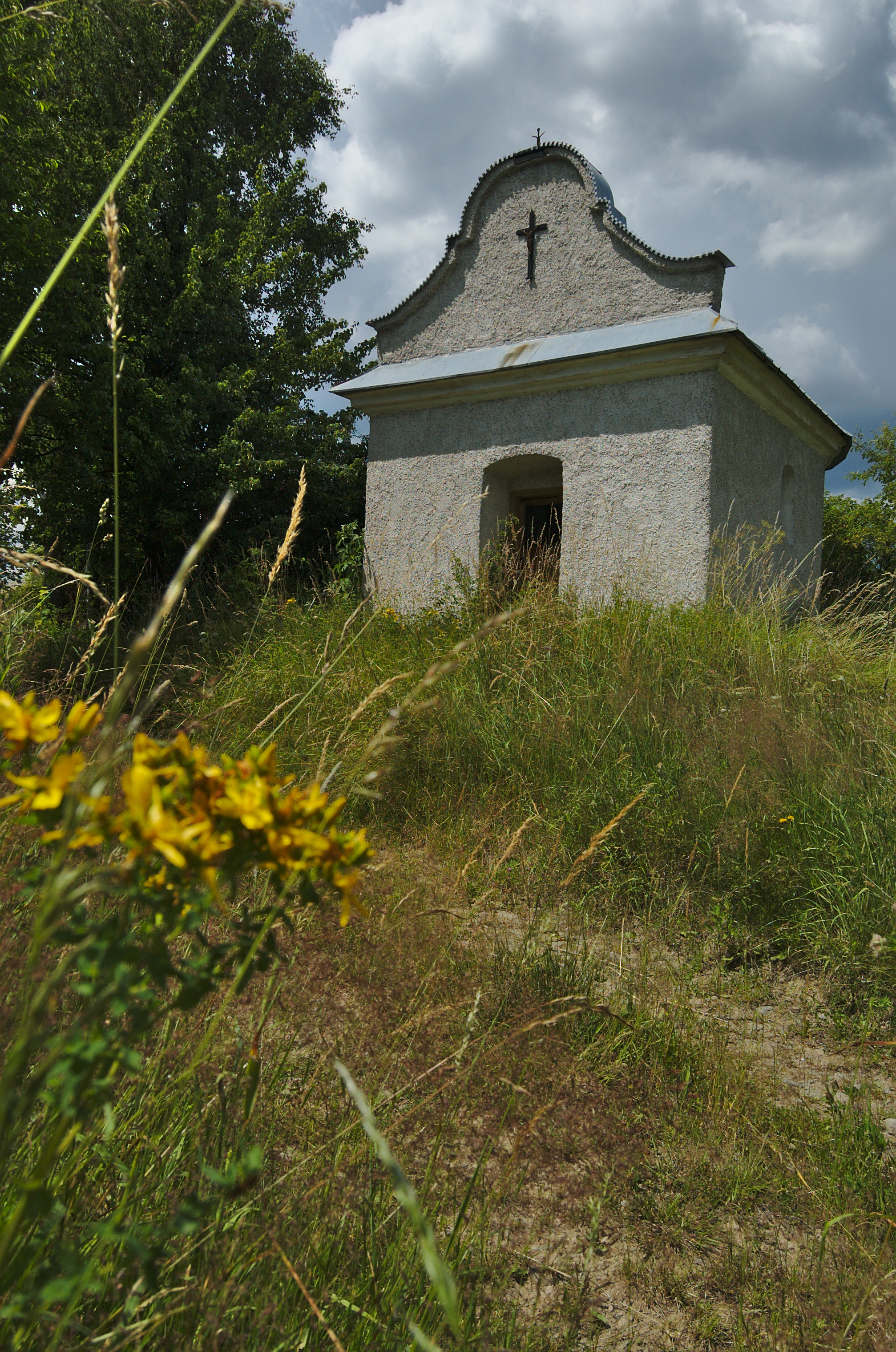
Kaple Panny Marie Lurdské – nad hřištěm
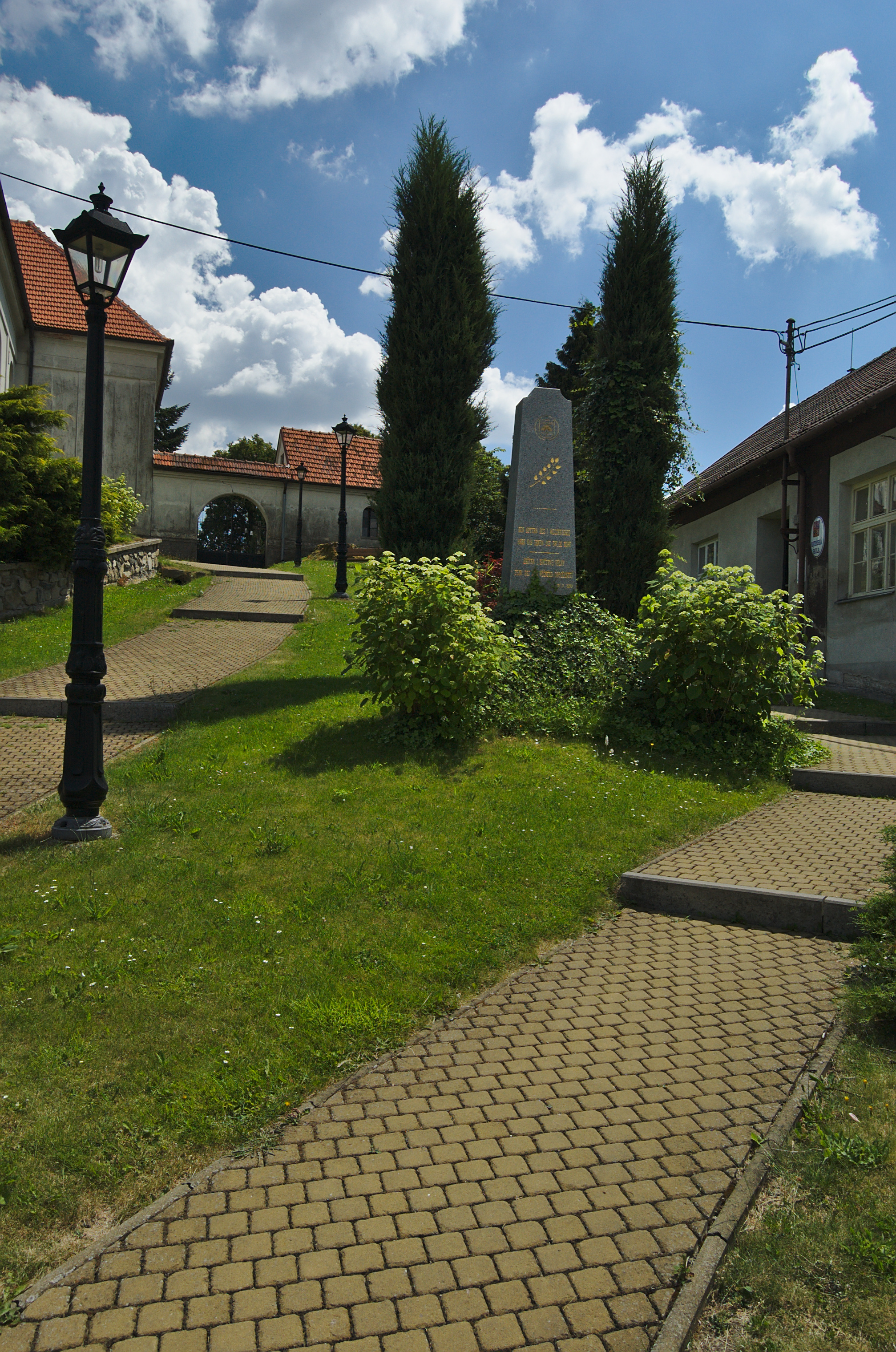
Pomník vedle kostela
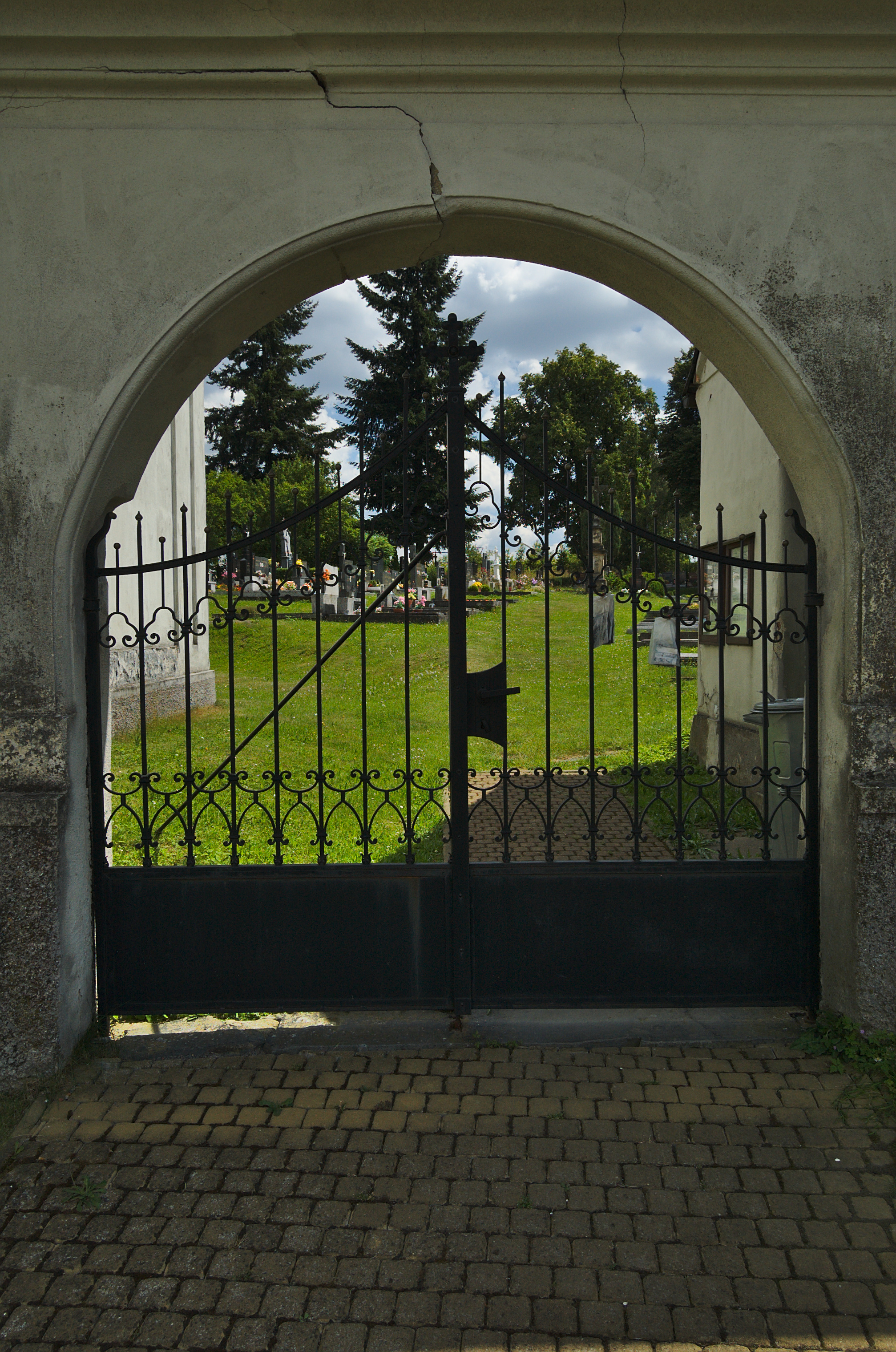
Brána na hřbitov
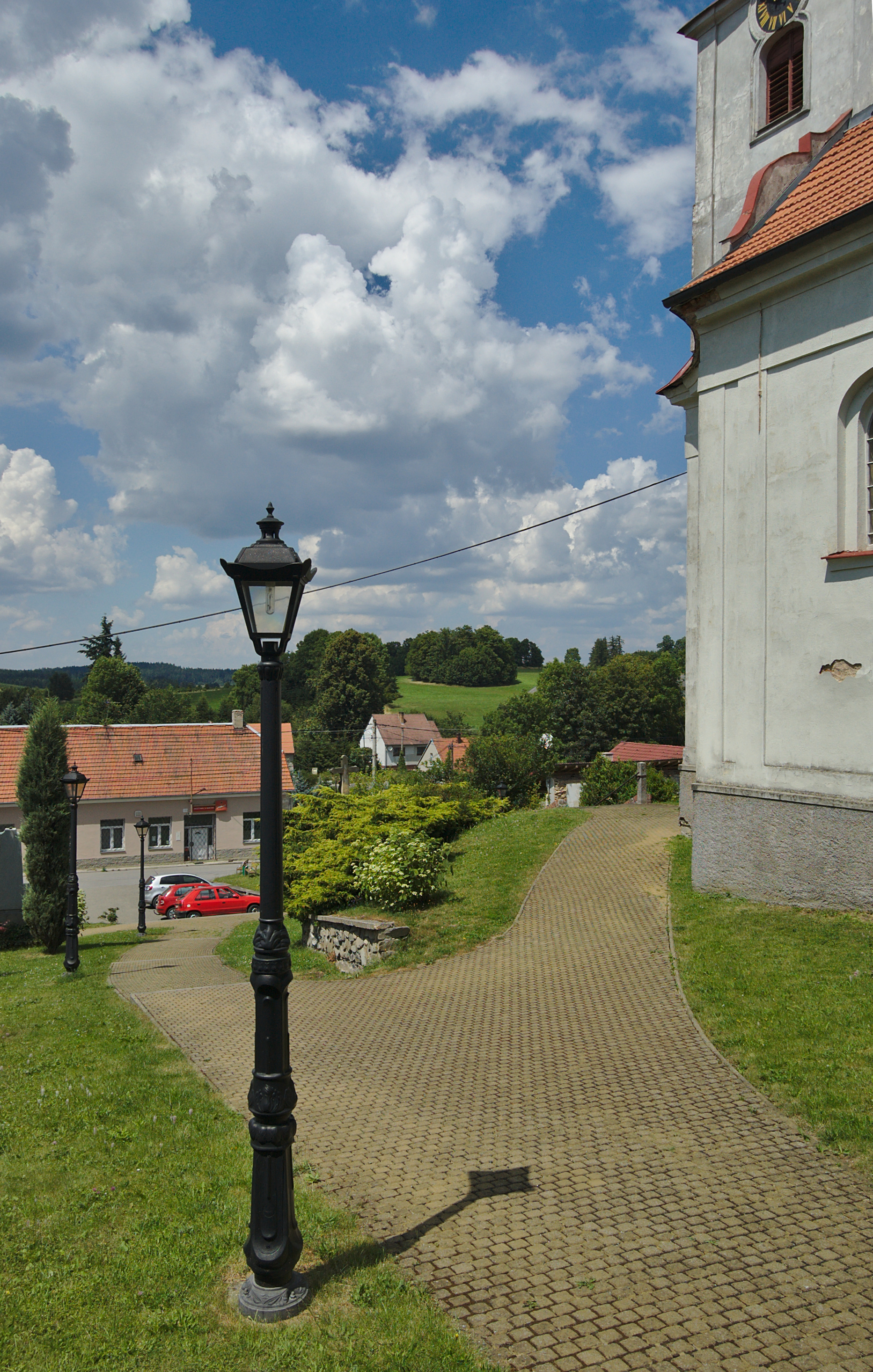
Pohled od kostela směrem do vesnice
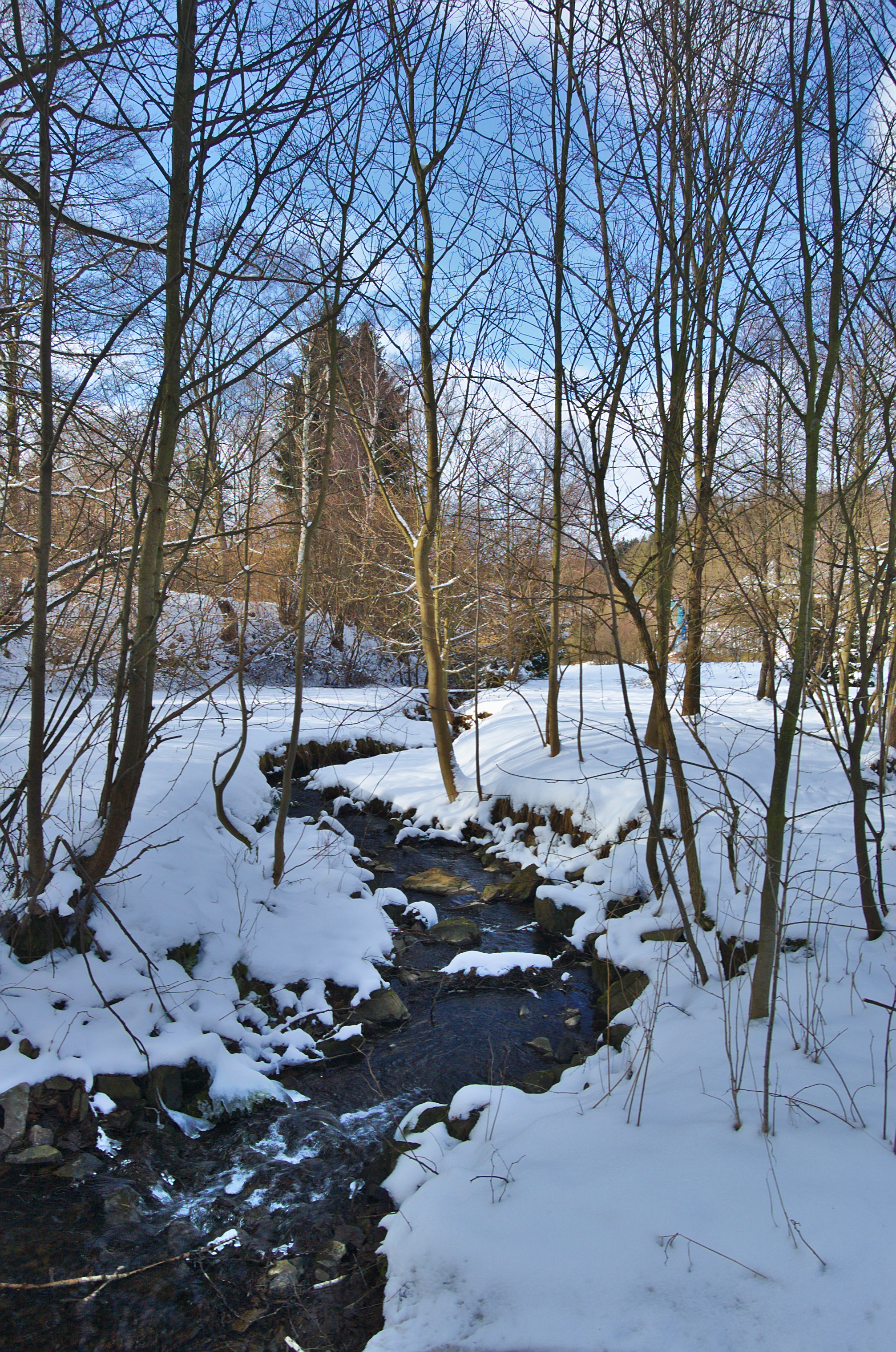
Potok Olšana ve Skřípově
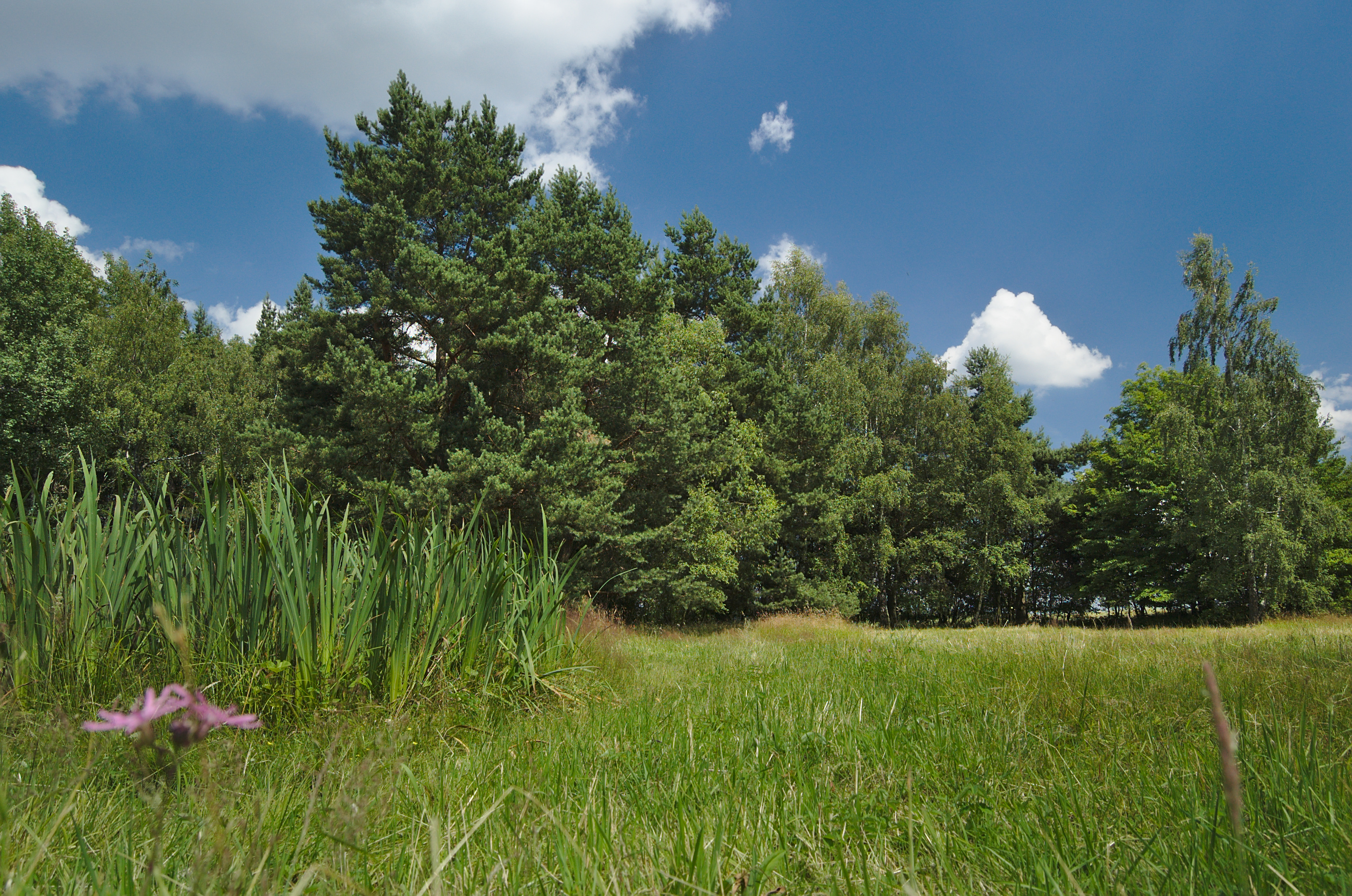
Přírodní památka Skřípovský mokřad